# Trattenbach
Trattenbach é um município da Áustria localizado no distrito de Neunkirchen, no estado de Baixa Áustria.
Nesta vila leccionou, como mestre do ensino primário, o fiósofo Ludwig Wittgenstein, entre os anos 1920 e 1922. 